# John Law
John Law, Jean Law (ur. przed 21 kwietnia 1671, zm. 21 marca 1729) – szkocki ekonomista, uważany za wynalazcę pieniądza kredytowego. Wierzył, że pieniądze same w sobie nie tworzą bogactwa, lecz że bogactwo narodu zależy od handlu i szybkości obrotu handlowego. Law był również hazardzistą; zdolności umysłowe umożliwiały mu błyskawiczne obliczanie w pamięci prawdopodobieństwa wygranej. W 1716 roku za zgodą władz założył we Francji bank akcyjny emitujący banknoty.

## Życiorys
Urodził się w rodzinie bankierów w Fife. Jego ojciec kupił posiadłość ziemską Lauriston Castle w Cramond nad Firth of Forth. Po jego śmierci w 1688 Law pojechał do Londynu i trwonił tam pieniądze przy stole gry.
9 kwietnia 1694 John Law walczył w pojedynku z E. Wilsonem. Edward Wilson wyzwał go z powodu uczucia Lawa do Elizabeth Villiers. Wilson zginął, a Lawa uznano za winnego zabójstwa i skazano na śmierć. Wyrok zamieniono na grzywnę, gdyż uznano, iż był winien jedynie nieumyślnego zabójstwa. Brat Wilsona złożył apelację i Lawa uwięziono, lecz wkrótce zdołał uciec na kontynent.
Law postulował utworzenie krajowego banku, który udzielałby kredytów poprzez emisję banknotów mających pokrycie w ziemi, złocie lub srebrze. Law (po powrocie na Wyspy) brał udział w rozmowach dotyczących wielkiego wydarzenia, jakim była unia angielsko-szkocka 1707 roku. Przedstawił wówczas swój tekst: Money and Trade Considered: With a Proposal for Supplying the Nation with Money (napisany w 1705). Po zawarciu unii był ścigany także na terenie Szkocji, więc wrócił na kontynent.
Spędził 10 lat na podróżach pomiędzy Francją a Niderlandami, zajmując się spekulacjami finansowymi, nim zła sytuacja finansowa Królestwa Francji dała mu okazję do wdrożenia jego projektów w praktyce.

## Projekt

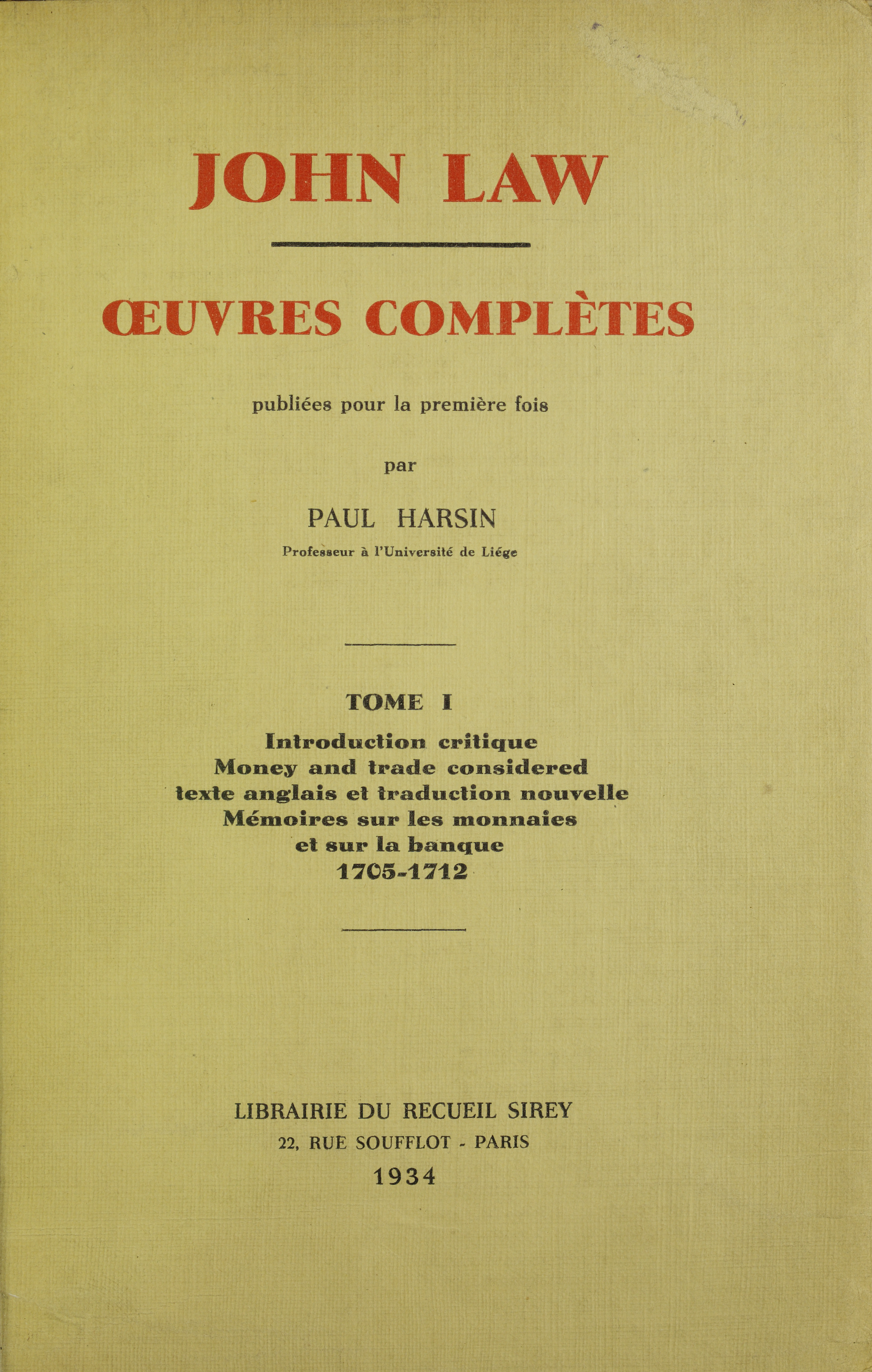
Money and trade considered, with a proposal for supplying the Nation with money, 1934

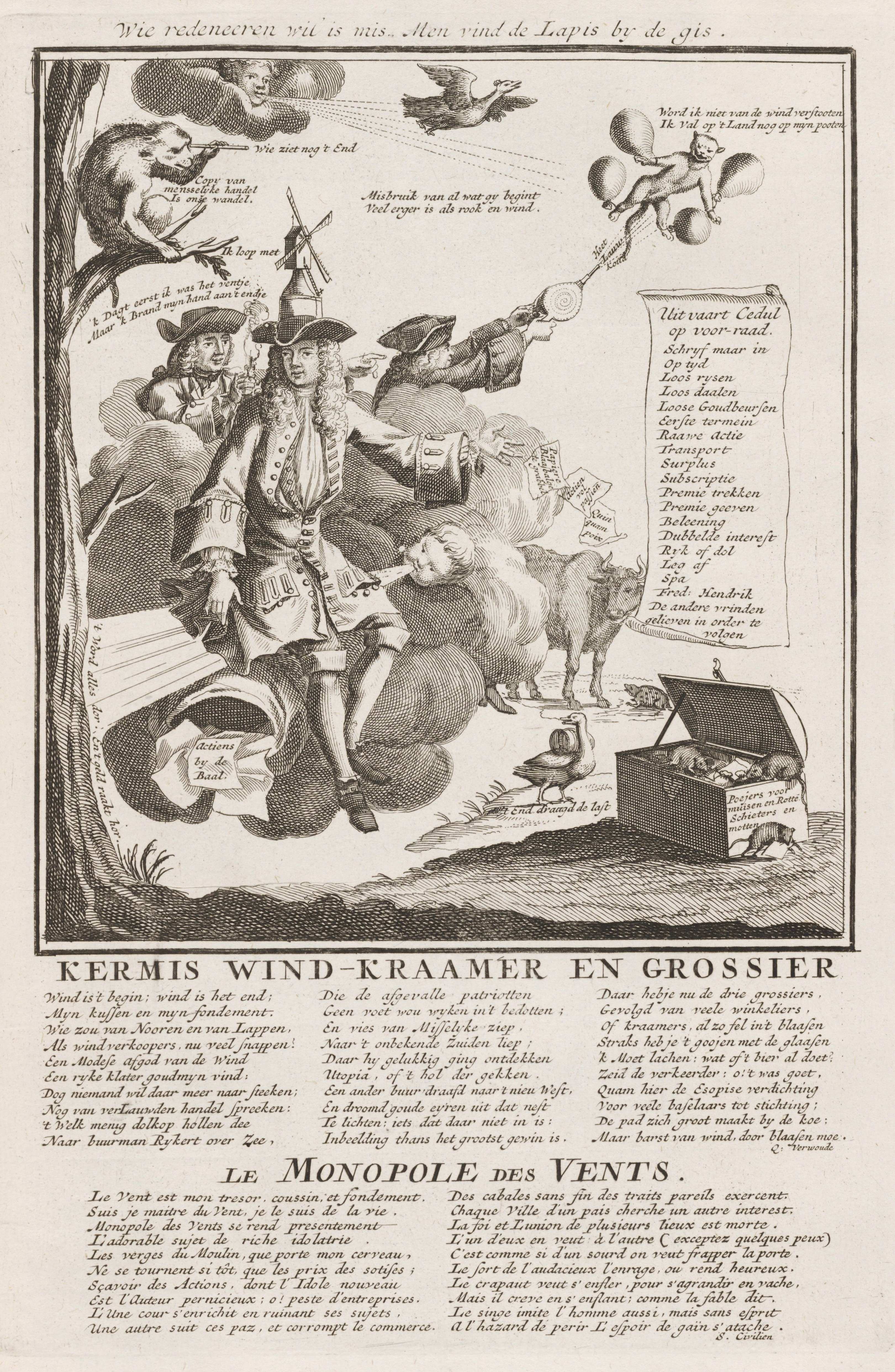
Holenderska karykatura Lawa i jego „Handel powietrzem”

Law uważał, że należy znieść dotychczasowe monopole oraz zerwać ze starą rzymsko-francuską tradycją wydzierżawiania podatków, a wprowadzić w to miejsce kontrolę banku. Francuska Conseil des Finances (Rada Finansów) i kupcy sprzeciwiali się ostro takim rozwiązaniom.
Wojny, które prowadził Ludwik XIV, wyczerpały kraj jednak tak dalece, że regent Filip II Orleański uczynił Lawa „Generalnym kontrolerem finansów” (Controller General of Finances). John Law został nim jako John Law de Lauriston.
W maju 1716 utworzono Banque Générale Privée („Prywatny Bank Generalny”), który miał prawo emisji banknotów. Bank był prywatny, lecz 3/4 jego kapitału stanowiły rządowe obligacje i banknoty. W sierpniu 1717 bank zakupił Kompanię Missisipi, by pomóc w finansowaniu tworzenia francuskiej kolonii w Luizjanie. W 1717 Law poświadczył transakcję, którą zawarli ze sobą kupiec brytyjski Thomas Pitt i regent Filip II Orleański. Pitt sprzedał francuskiemu szefowi rządu ogromny diament znaleziony w Indiach.
W tym samym roku Kompania Missisipi wkroczyła na giełdę jako Compagnie d'Occident, której przyznano monopol na handel z Indiami Zachodnimi i Ameryką Północną. Bank z kolei zmienił swą nazwę na Banque Royale (Bank Królewski) w 1718, co oznaczało, że sam król gwarantował wypłacalność firmy.
Kompania wchłonęła inne firmy, takie jak Compagnie des Indes Orientales, Compagnie de Chine i stała się „Stałą Kompanią Indyjską” (Compagnie Perpetuelle des Indes) z dniem 23 maja 1719 roku. Posiadała monopol handlu na wszystkich morzach. Akcje kompanii stały się rodzajem papierowego pieniądza nieznanego dotąd we Francji. Rezultatem spekulacji na gwałtownie rosnących w wartość akcjach było powstanie wielu fortun we Francji, a także w Wielkiej Brytanii, gdzie naśladowano doświadczenia francuskie, tworząc równie monopolistyczną „Kompanię Mórz Południowych” (South Sea Company), a także w Holandii. W 1720 bank i kompanię połączono w jedną firmę, a Lawa uczyniono generalnym kontrolerem finansów, by przyciągnąć inwestorów. Eksperyment Lawa był niezwykle udany aż do momentu, gdy okazało się, że kompanie nie przyniosą spodziewanych zysków i nie pokryją wartości akcji. Wówczas nastąpił krach.

## Krach
Law spodziewał się znacznie większych zysków z kompanii. Tak samo myśleli udziałowcy, którzy przekazywali sobie nawzajem opowieści o amerykańskim złocie, po które wystarczy się schylić. W 1719 nastąpił kolejny boom inwestycyjno-spekulacyjny. W lutym 1720 płacono 10 tys. liwrów za udziały, które w 1719 miały wartość 500 liwrów. Po osiągnięciu ceny 15 tys. liwrów ich wartość latem 1720 zaczęła gwałtownie spadać. W 1721 roku spadek wynosił już 97%. Podobnej sytuacji doświadczyły Wielka Brytania, gdzie mówiono o „pęknięciu bańki” (South Sea Bubble) i Holandia, gdzie rysowano karykatury przedstawiające „handel powietrzem”.
Całkowite załamanie nastąpiło w 1720, gdy przeciwnicy finansisty próbowali wymienić swe banknoty na złoto. Pod koniec roku Filip II Orleański zwolnił Lawa, który uniknąwszy rozszarpania przez paryżan uciekł z kraju. Aż do śmierci w 1729 Law podróżował między Londynem a Wenecją, żyjąc z hazardu. Został pochowany w kościele San Moisè.